# ぷちきゅあ〜Precure Fairies〜
『ぷちきゅあ〜Precure Fairies〜』（ぷちきゅあ〜プリキュアフェアリーズ〜）は、東映アニメーション制作のテレビアニメ『プリキュアシリーズ』のスピンオフとして制作されるWebショートアニメ。2025年4月3日より本作品の公式YouTubeチャンネルやプリキュアシリーズの各種公式SNSにて配信開始。

## 概要
『プリキュアシリーズ』に登場する妖精を始めとするマスコットキャラクターをファンシーな形にデザインし直して一堂に会した作品で、セリフのないノンバーバルアニメーション形式となっており、当初からYouTubeやSNSのみで配信する作品はシリーズ初となる。
「ぷちきゅあ」と呼ばれる姿になった妖精たちが何でも叶う不思議な遊園地に集まり、思い思いに楽しく過ごしたり、不思議なことに遭遇する様子を描く。

## 登場キャラクター
出典:
ぷちきゅあもふるん
オリジナルは『魔法つかいプリキュア!』シリーズのモフルン。本作品の主人公格。優しい性格で甘い匂いが大好き。
ぷちきゅあぽるん
オリジナルは『ふたりはプリキュア/MaxHeart』のポルン。甘えん坊で少しワガママな性格の持ち主。
ぷちきゅあこむぎ
オリジナルは『わんだふるぷりきゅあ!』の犬飼こむぎ（犬形態）。身体を動かすのが大好きで元気いっぱいかつ好奇心旺盛な性格。
ぷちきゅあゆき
オリジナルは『わんだふるぷりきゅあ!』の猫屋敷ユキ（猫形態）。いつも冷静ながら自由気ままに過ごし、ひなたぼっこを好む。
ぷちきゅあくるるん
オリジナルは『トロピカル〜ジュ!プリキュア』のくるるん。のんびり屋でマイペースな性格で、普段からゴロゴロと転がっている。
ぷちきゅあふわ
オリジナルは『スター☆トゥインクルプリキュア』のフワ（成長前）。無邪気な食いしん坊で、お腹いっぱいになるとすぐに眠くなってしまう。
ぷちきゅあここ
オリジナルは『Yes!プリキュア5』シリーズのココ。シュークリームが好きで、楽しくてはしゃいでしまう。
ぷちきゅあなっつ
オリジナルは『Yes!プリキュア5』シリーズのナッツ。豆大福が好き。クールに振る舞うも遊園地を楽しんでいる。
ぷちきゅあしろっぷ
オリジナルは『Yes!プリキュア5GoGo!』のシロップ。根は優しいが素直になれない性格。空を飛ぶのを得意とする。
ぷちきゅあつばさ
オリジナルは『ひろがるスカイ!プリキュア』の夕凪ツバサ（プニバード形態）。真面目な勉強家。
ぷちきゅあぱふ
オリジナルは『Go!プリンセスプリキュア』のパフ。おっとりしたのんびり屋。
ぷちきゅあはみぃ
オリジナルは『スイートプリキュア♪』のハミィ。明るくどんなことでも楽しむ性格。

## スタッフ
- 原作 - 東堂いづみ[1][2]
- ディレクター - 奥村優子[1][2]
- シリーズ構成 - 豊田百香[1][2]
- 音楽 - 田山里奈[1][2]
- アニメーション制作 - IKIF+[1][2]
- 製作 - ぷちきゅあぱーとなーず

## 主題歌
「♥DANZEN!kawaii! ぷちきゅあ♥」
後本萌葉による主題歌で、「DANZEN! ふたりはプリキュア」を本作品にあわせてリメイクしたバージョンとなっている。作詞は青木久美子、作曲は小杉保夫、編曲はEFFY。

## イベント・タイアップ
AnimeJapan 2025 / ファミリーアニメフェスタ2025
2025年3月22日・23日に東京都江東区の東京ビッグサイトで開催されたイベントの「東映アニメーションブース」と「ファミリーアニメフェスタ2025」のキャラクターグリーティングにぷちきゅあもふるんが登場した。
超十代 -ULTRA TEENS FES-
毎年3月下旬に開催されている10代を中心としたフェスイベント。2025年3月26日に東京都渋谷区の国立代々木競技場 第一体育館で開催されたイベントの開演時刻までの時間帯にて会場内の玄関ホール付近にぷちきゅあもふるんが登場した。
ぷちきゅあ〜Precure Fairies〜 はじめてかふぇ
2025年4月25日から6月9日まで東京都渋谷区の渋谷パルコ（渋谷 パルコ・ヒューリックビル）内にある「TOKYO PARADE goods&cafe 渋谷パルコ店」、同月20日から7月28日まで大阪府大阪市中央区の心斎橋パルコ内にある「THE GUEST cafe&diner 心斎橋パルコ店」、6月27日から8月4日まで愛知県名古屋市中区の名古屋パルコにある「THE GUEST cafe&diner 名古屋パルコ店」にて、本作品に登場するキャラクターや遊園地をモチーフにしたオリジナルのフードメニューの提供とグッズ販売が行われる。
竹下通り
2025年4月12日から同年25日まで東京都渋谷区の竹下通り沿いにてすべてのフラッグと横断幕が本作品の広告デザインが掲げられたほか、対象店舗では本作品のオリジナルデザインカードと本作品の配信と商品に関する情報が掲載された「ぷちきゅあすたーとBook」が配布された。

## 関連商品

### 音楽CD
- 『ぷちきゅあ〜Precure Fairies〜 テーマソングアルバム』（マーベラス、2025年10月29日発売予定、MJSA-01432）
  - テーマソングの「♥DANZEN!kawaii! ぷちきゅあ♥」と作中の本編BGMなど約20曲のサウンドトラックを収録したアルバム。初回特典はキャンバスブロマイド（スーパーアート6色印刷）[7]。